# Berliner Rück-Versicherungs-Aktiengesellschaft

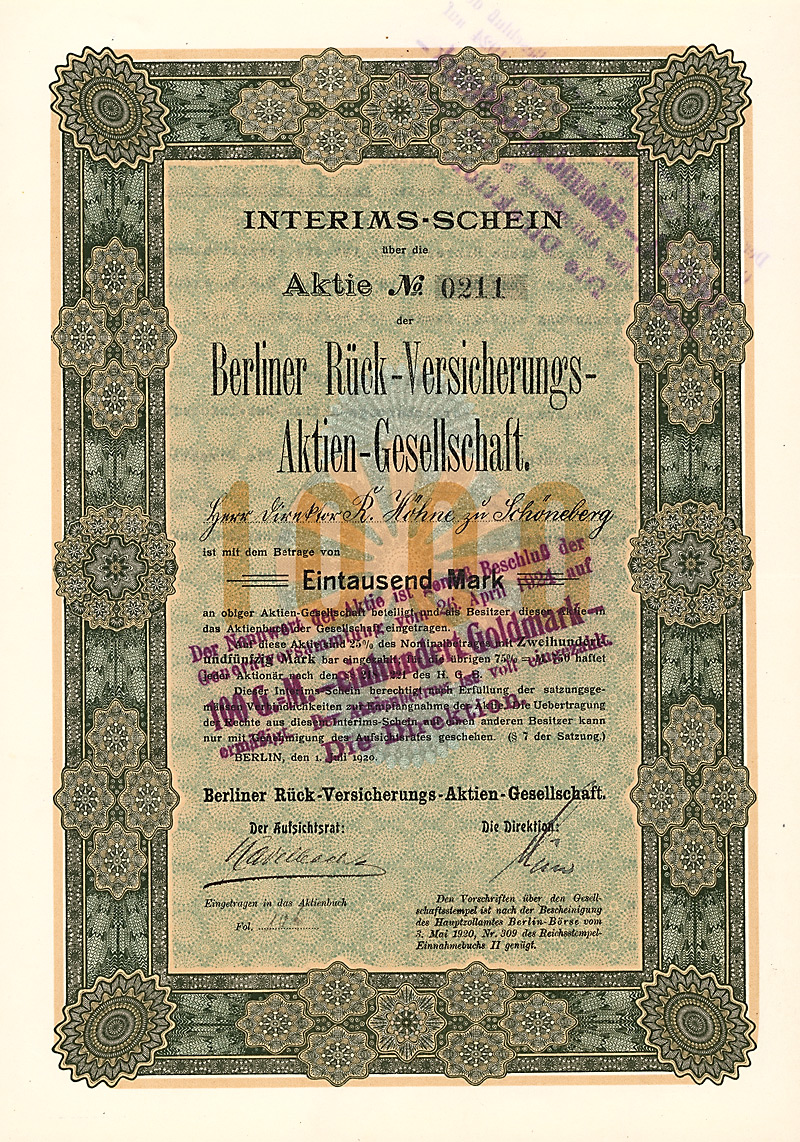
Interims-Schein einer Aktie der Berliner Rück-Versicherungs-AG vom 1. Juli 1920

Die Berliner Rück-Versicherungs-Aktiengesellschaft war ein deutsches Versicherungsunternehmen. Gegründet wurde es am 29. Juni 1907 und eingetragen am 13. November 1907. Die Liquidation des Unternehmens erfolgte 1926.
Zweck war Betrieb der Risiken-Rückversicherung in allen Zweigen sowie die Übernahme der Nachschussverpflichtung der bei der Veritas Viehversicherungsgesellschaft zu Berlin versicherten Mitglieder. 1915 betrug das Kapital 200.000 Reichsmark in 200 Namensaktien je 1000 Reichsmark. Die Prämieneinnahme lag bei 111.067 Reichsmark. Gehandelt wurde u. a. an der Berliner Börse.
Direktor war Richard Höhne aus Berlin. Der Aufsichtsrat setzte sich aus Georg Kadelbach (Vorsitzender; Kaufmann zu Berlin) und den stellvertretenden Direktoren Robert Mertins, Franz Müller, und Emil Kurths zusammen. Prokuristen waren G. Kiessling und A. Hinske.